# Franz Bernhard Altenburger
Franz Bernhard Altenburger (* in Schwaz in Tirol; † 3. Dezember 1736 in Freiburg im Breisgau) war ein hauptsächlich im Breisgau tätiger Barockmaler. Was über ihn bekannt ist, hat besonders Hermann Brommer erforscht.

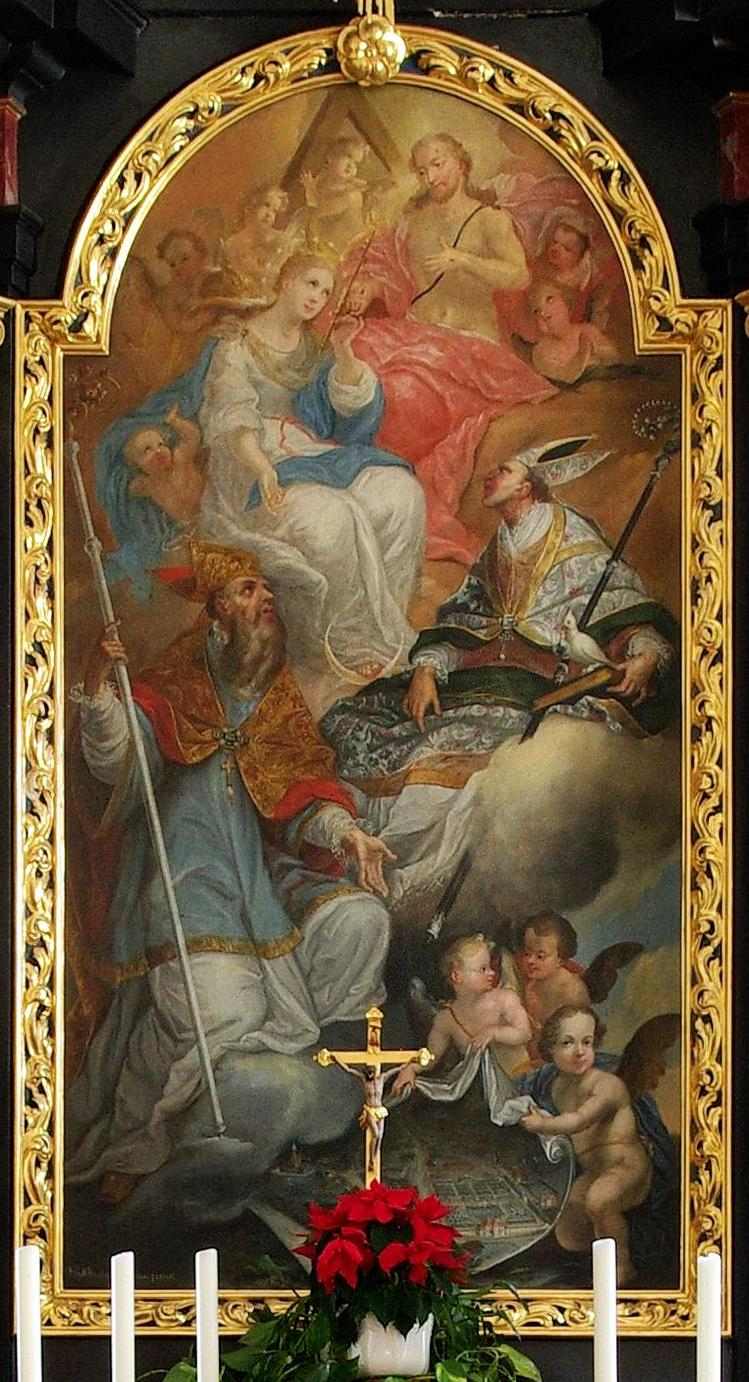
Die heiligen Hilarius und Remigius in St. Hilarius, Ebnet

Altenburger stammte aus einer Schwazer Goldschmiedefamilie; Näheres ist wegen Brandzerstörung der Schwazer Archivalien nicht bekannt. 1728 ist er erstmals in Freiburg nachweisbar. Er war hier befreundet mit den ebenfalls aus Schwaz eingewanderten Künstlern Andreas Hochsing († 1736 in Horb am Neckar) und Johann Pfunner, „wie die ‚Tyroller‘ in der Fremde überhaupt sehr zusammenhielten“. Er starb unverheiratet und wurde in der Kirche des Freiburger Dominikanerklosters beerdigt.
Seine erste Arbeit in Freiburg war das Hochaltarbild der Pfarrkirche St. Hilarius in Freiburg-Ebnet, signiert „F.B.. Altenburger jnv. et pinxit 1730“. Es zeigt den heiligen Hilarius von Aquileia und den zweiten Patron der Kirche, den heiligen Remigius, wie sie die Gnadengaben Gottes auf Ebnet herablenken. Unten entrollen Engelkinder eine Ortsansicht mit der Kirche und dem Schloss der Freiherrn von Sickingen. „Es erstaunt nicht, daß Altenburger nach diesem gekonnten Bild bald weitere Aufträge im Breisgau erhielt.“
Brommer hat Altenburger mehrere Gemälde in St. Ursula in Freiburg zugeschrieben: die Deckengemälde; die jetzt an der Südwand hängenden ehemaligen Seitenaltarbilder der heiligen Ursula von Köln mit Palme, Fahne und Pfeil in den Händen und des heiligen Josef mit dem Christkind auf dem rechten Arm; und Tafelbilder der Maria und des Engels Gabriel aus einer Verkündigung des Herrn.
Signiert hat Altenburger die Seitenaltarblätter der Adelhauser Klosterkirche in Freiburg, nämlich ein Martyrium der heiligen Katharina („F. B. Altenburger jnv.“) und ein „Wunder von Soriano“ („F. B. A. jnv. 1731“), bei dem die Madonna mit der heiligen Maria Magdalena und der heiligen Katharina einem Dominikaner ein Bild des heiligen Dominikus überreichte. Auch die zugehörigen Oberbilder, der heilige Thomas von Aquin und der heilige Petrus von  Verona, stammen vermutlich von Altenburger.

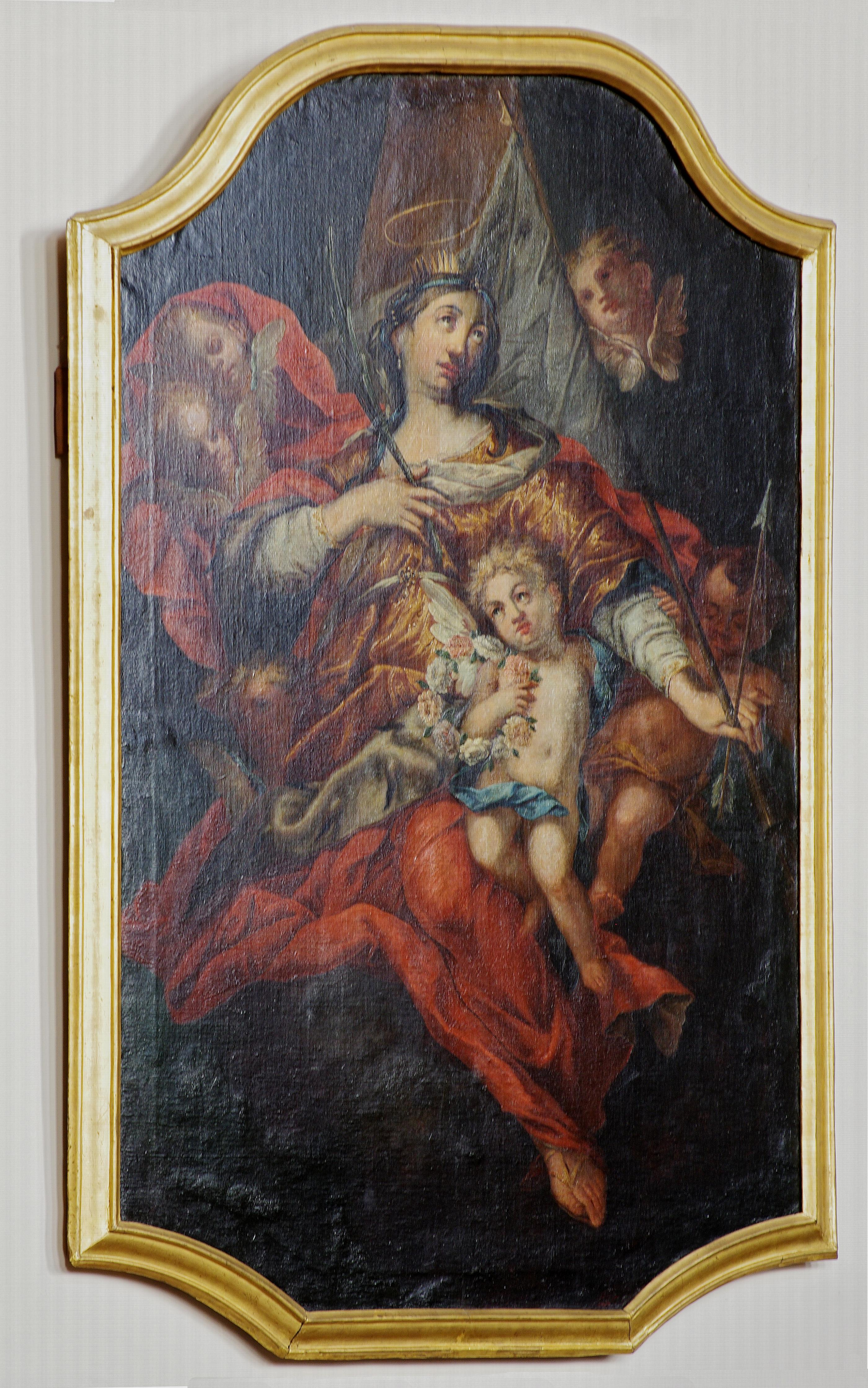
Heilige Ursula in St. Ursula, Freiburg
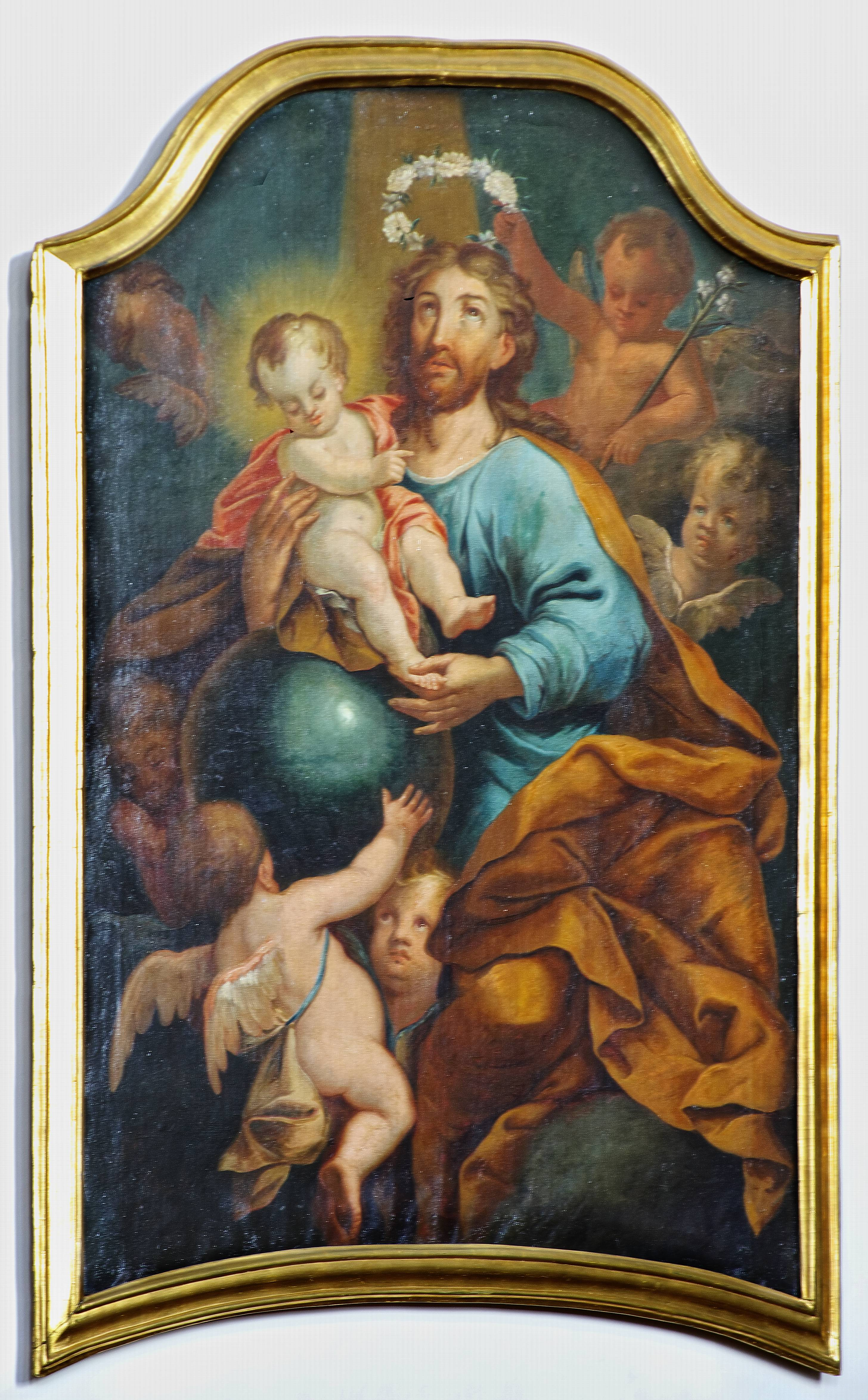
Heiliger Josef in St. Ursula, Freiburg
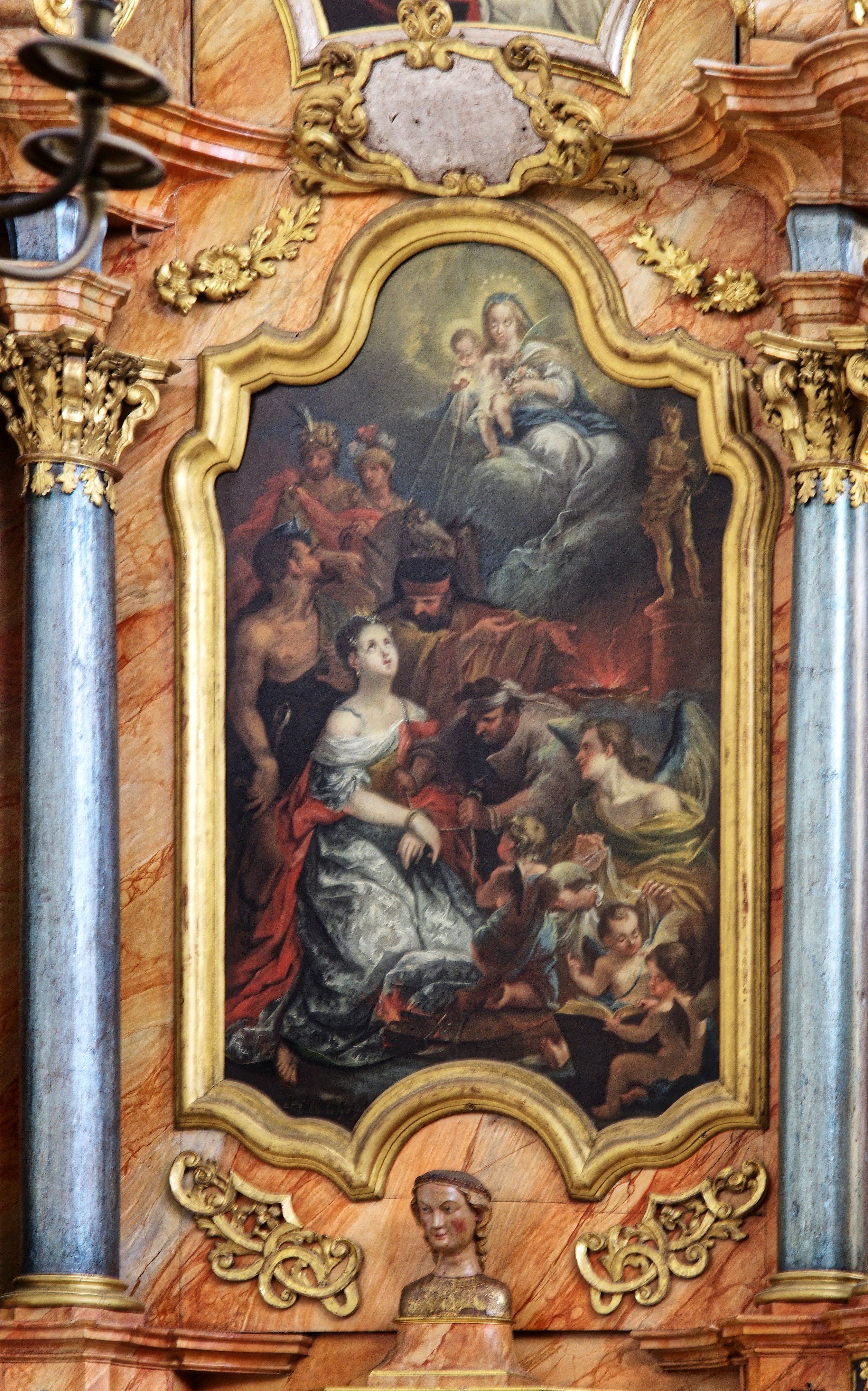
Martyrium der heiligen Katharina in der Adelhauser Kirche, Freiburg
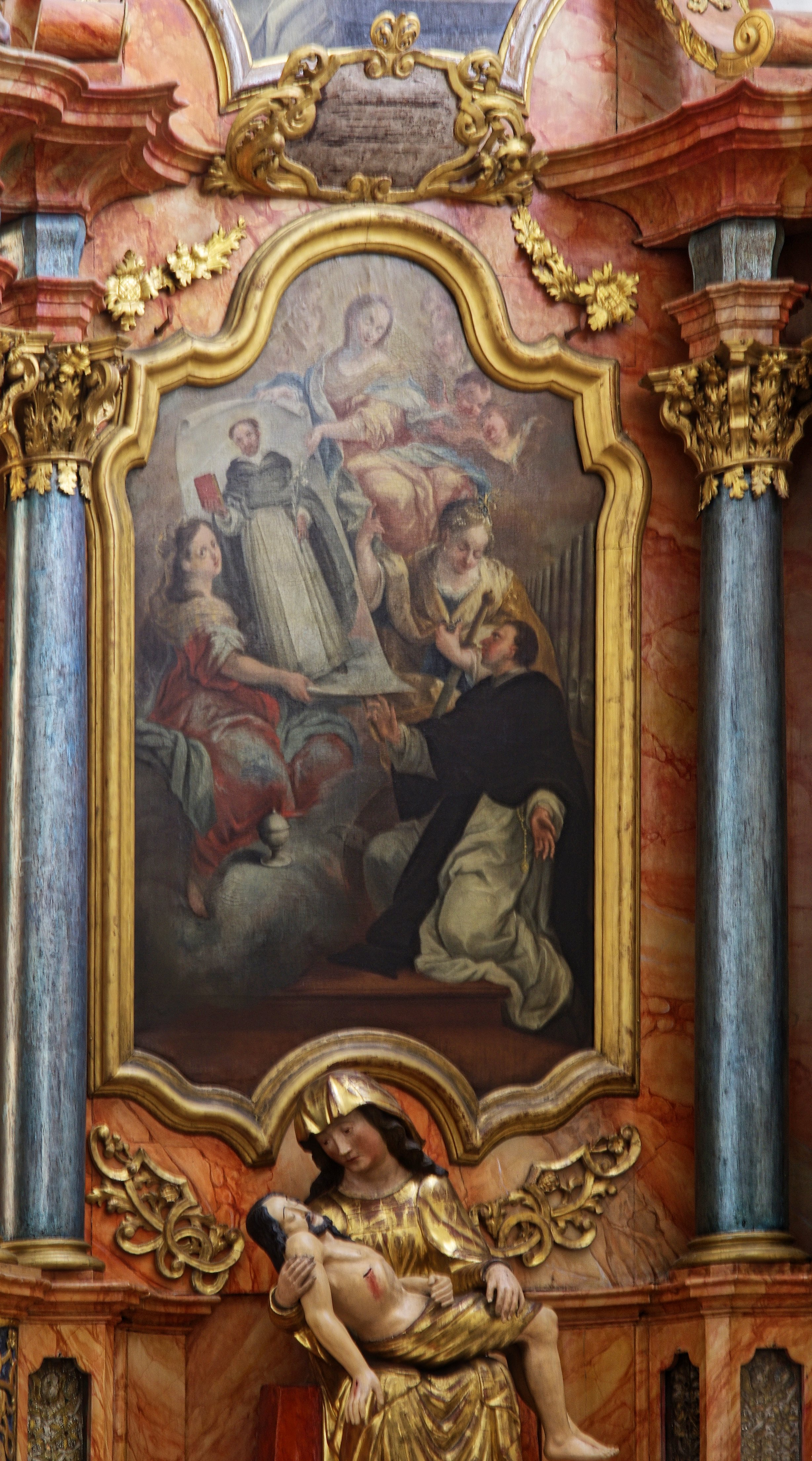
Wunder von Soriano in der Adelhauser Kirche, Freiburg
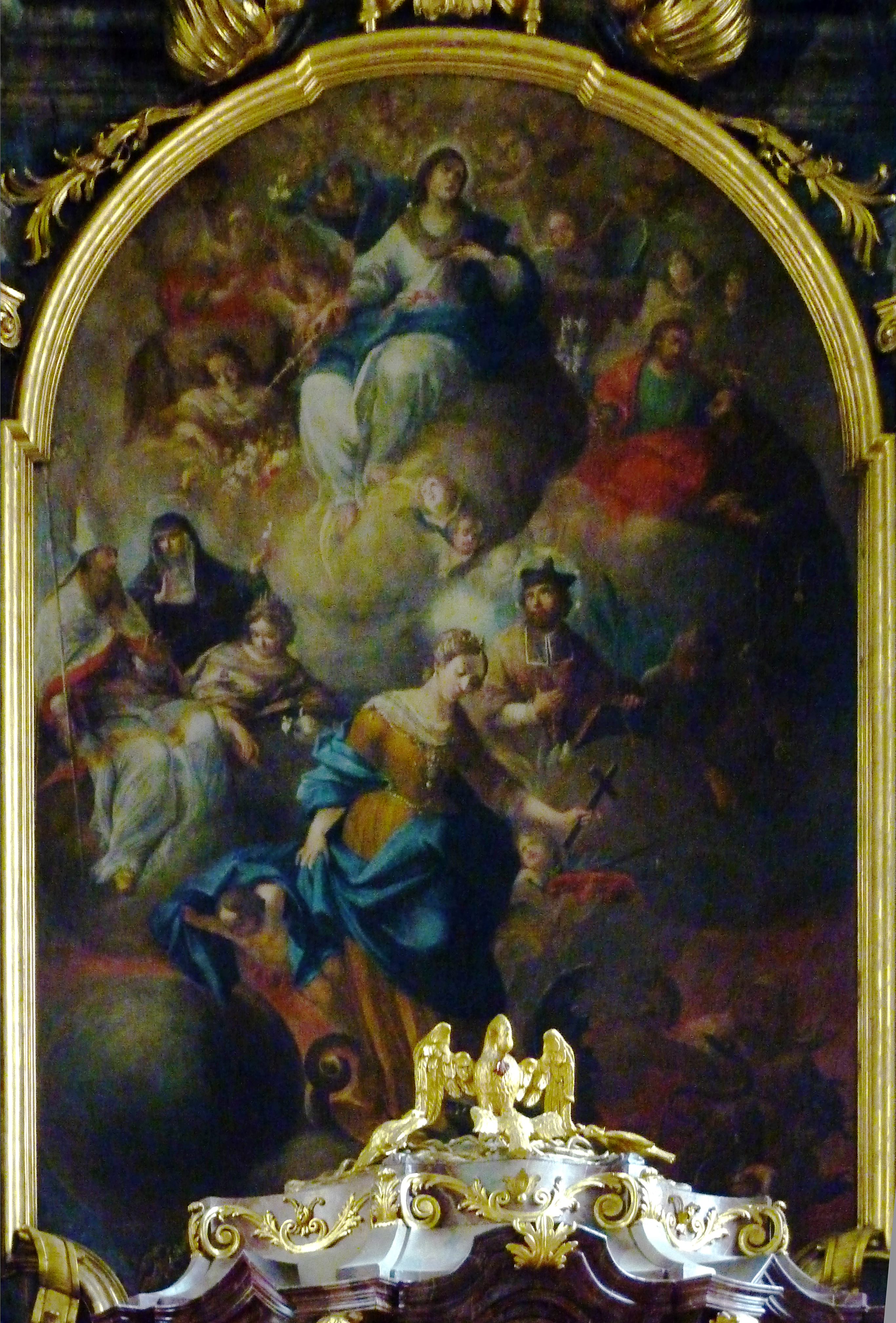
Margareta in der Glorie des Himmels in St. Margareta, Waldkirch

1734 bis 1736 entstanden die 14 Deckenbilder und zwei Hochaltarbilder von St. Margareta in Waldkirch. Die Deckenbilder zeigen „in plastischer, eindringlicher Weise“ die Legende der heiligen Margareta. Das untere Hochaltarbild verherrlicht die Heilige. Prächtig goldblau gekleidet, wehrt sie den Lastern, indem sie ihnen das Kreuz entgegenstreckt. Ein Engel greift in ihren blauen Mantel und breitet ihn schützend über die Erde. Die Reihe darüber erinnert an Waldkirch verbundene Heilige, nämlich Martin, Walburga, Elisabeth von Thüringen und Johannes Nepomuk. Ganz oben thront Maria mit einem Kranz von Sternen um den Kopf. Das Bild im Auszug zeigt die heilige Dreifaltigkeit.
Zu den Werken gehören außerdem monochrome Szenen aus der Leidensgeschichte Jesu an der Brüstung der Orgelempore von St. Michael in Niederrotweil, einem Ortsteil von Vogtsburg im Kaiserstuhl; Ecce-homo- und Mater-dolorosa-Bilder ebenda; eine Krönung Mariens in der Pfarrkirche Mariä Himmelfahrt in Wittnau; und die Deckengemälde der Pfarrkirche St. Laurentius in Kenzingen.